# Poisson-ange noir et jaune
Holacanthus tricolor
Espèce
Statut de conservation UICN

 LC  : Préoccupation mineure
Le Poisson-ange noir et jaune (Holacanthus tricolor) est une espèce de poissons-anges de la famille des Pomacanthidae.

## Galerie

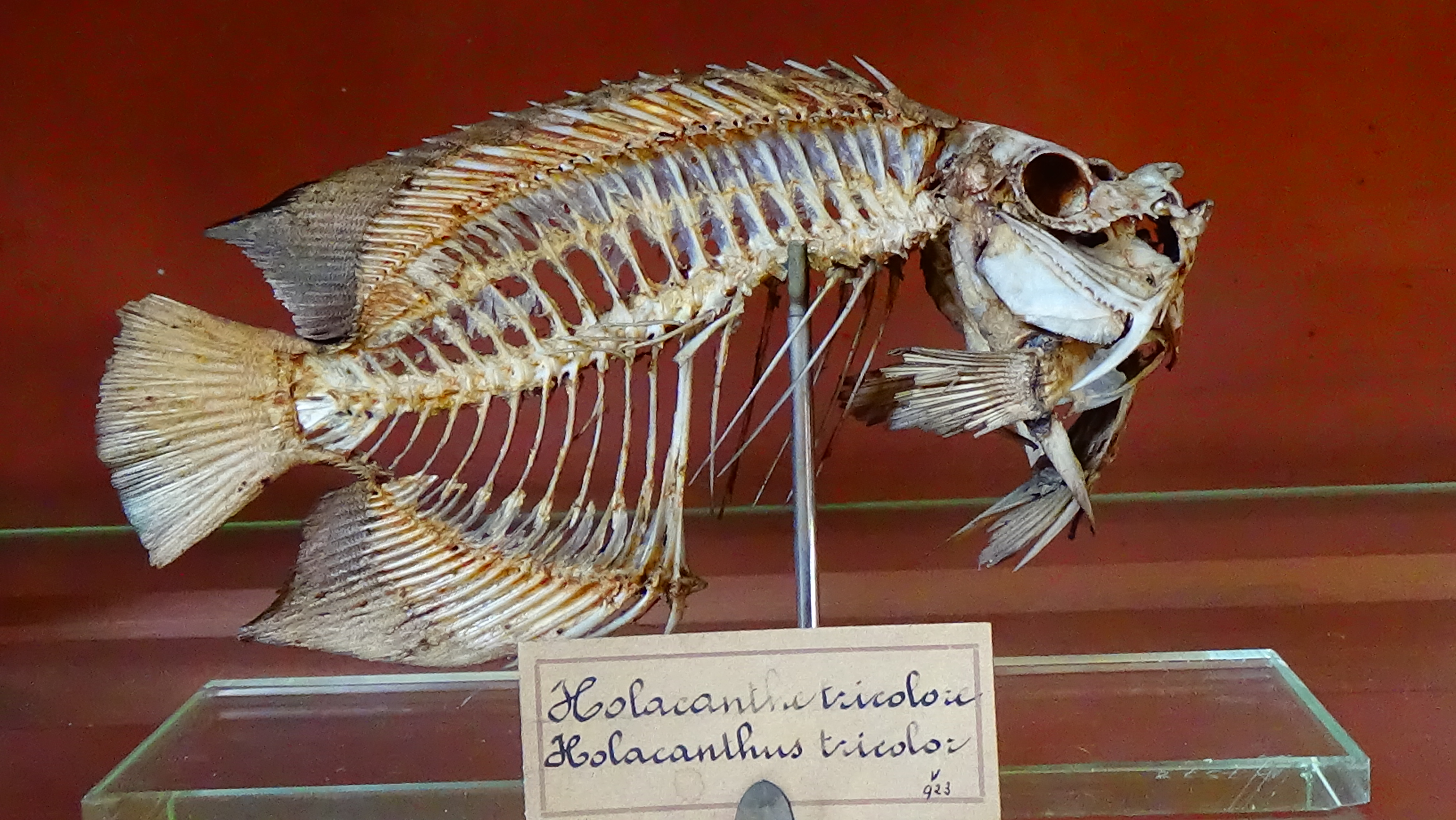
Holacanthus tricolor - squelette mnhn Paris